# Miquel Monrás
Miquel "Miki" Monrás Albanell (Barcelona, 17 januari 1992) is een autocoureur uit Spanje die anno 2010 in de GP3 rijdt.

## Carrière
- 2007: Master Junior Formula, team onbekend (3 races).
- 2007: Formule Renault 2.0 Italië Winterkampioenschap, team Cram Competition.
- 2008: Formule Renault 2.0 WEC, teams Hitech Junior Team en SG Formula.
- 2008: Eurocup Formule Renault 2.0, teams Hitech Junior Team en SG Formula.
- 2009: Eurocup Formule Renault 2.0, team SG Formula.
- 2009: Formule Renault 2.0 WEC, team SG Formula.
- 2010: GP3, team MW Arden.

## GP3-resultaten
- Races schuingedrukt betekent snelste ronde

| Jaar | 1          | 2          | 3         | 4         | 5       | 6       | 7       | 8       | 9       | 10      | 11      | 12      | 13      | 14      | 15      | 16      | Rang | Punten |
| ---- | ---------- | ---------- | --------- | --------- | ------- | ------- | ------- | ------- | ------- | ------- | ------- | ------- | ------- | ------- | ------- | ------- | ---- | ------ |
| 2010 | ESP FEA 10 | ESP SPR 23 | TUR FEA 7 | TUR SPR 2 | VAL FEA | VAL SPR | GBR FEA | GBR SPR | GER FEA | GER SPR | HUN FEA | HUN SPR | BEL FEA | BEL SPR | ITA FEA | ITA SPR | 6*   | 8*     |

* Seizoen loopt nog.